# La Ribambelle contre-attaque
La Ribambelle contre-attaque est la huitième album de la série de bande dessinée La Ribambelle de Jean Roba et Maurice Tillieux. Elle est publiée pour la première fois du no 1965 au no 1972 du journal Spirou, puis en album en 1984.

## Univers

### Synopsis
Peu après les événements de La Ribambelle enquête, Archibald compulse le livre remis par le brocanteur Levase et n’y découvre que des recettes de cuisine. James interprète cela comme une excuse inventée par Levase pour se tirer d’affaire et conseille aux Ribambins de laisser cette histoire derrière eux. En se rendant au terrain vague, Dizzy et Archie se disputent au sujet du savoir-faire culinaire du jeune écossais. Ce dernier, vexé, décide de préparer un pudding aux légumes sauce piquante afin de démentir les propos de Dizzy.
Pendant ce temps, le détestable Monsieur Grofilou se met en chasse, suivant à la lettre les indications de l’ouvrage volé à Archibald : ce dernier ignore en effet que Levase avait dit la vérité en lui remettant le vieux livre. Après avoir calculé diverses coordonnées, Grofilou découvre que le joyau convoité par le brocanteur se trouve sur le terrain de la Ribambelle, seul endroit de la ville où il ne peut aller. Il décide alors de recruter les trois Caïmans, qui acceptent la mission en échange d’une moto. Les trois voyous mettent au point un plan pour entrer dans le terrain sans avoir affaire à la Ribambelle.
Après avoir fait déguster son pudding à ses amis (qui cachent au mieux leur dégoût), Archie se réconcilie avec Dizzy et rentre chez lui, laissant les restes du gâteau pour qu’ils le finissent. Alors que Phil, Grenadine et Dizzy cherchent un moyen de s’en débarrasser sans que le jeune écossais ne le découvre, Rodolphe et Alphonse entrent dans le terrain et demandent de l’aide aux Ribambins pour réparer leur moto. Ceux-ci les accompagnent (après les avoir forcés à manger les restes du pudding), laissant le terrain désert. Profitant de la diversion créée par ses acolytes, Tatane passe par les égouts et entre dans le terrain par les voies souterraines. Il se met à l’ouvrage et finit par trouver un coffret contenant le joyau.
Pendant ce temps, Ernest, le chauffeur de Grofilou, décide de se venger des humiliations que lui a fait subir son patron (notamment de nombreuses retenues sur salaire justifiées uniquement par l’humeur du milliardaire et des coups de canne sur la tête) et rapporte le livre à James et Archibald, qui prennent alors connaissance de son contenu et apprennent la véritable histoire des motivations de Levase : en 1792, le comte du Ras de Maray, menacé par la Révolution, décida de partir pour l’Angleterre. Avant son départ, il enterra son bijou le plus précieux, la « Perle d’Asie », dans un lieu secret, notant au passage les coordonnées à partir des monuments de la ville. Il remit le journal à un serviteur fidèle et partit pour ne jamais revenir. Les héritiers du serviteur dispersèrent son héritage et le livre échoua chez Levase, qui se mit en tête de trouver le joyau. Déduisant rapidement l’emplacement de la perle, le jeune garçon et le majordome foncent sur le terrain.
De leur côté, Phil, Dizzy, Grenadine et les jumeaux remarquent l’absence de Tatane et le sabotage de la moto des Caïmans. Ceux-ci ne mettent pas longtemps à avouer leur plan, ce qui pousse la Ribambelle à rentrer au terrain rapidement. Grofilou apprend également la trahison d’Ernest, qu’il congédie violemment et part à son tour pour le terrain. Sur place, après un court affrontement, Grofilou récupère la Perle d’Asie, mais la fait maladroitement tomber dans le bocal d’oignons au vinaigre ayant servi à la préparation d’Archibald : le vinaigre dissout la perle instantanément.
Le vieux milliardaire et les Caïmans ruminent leur défaite, tandis que la Ribambelle déjeune tranquillement, considérant que le monde tournera aussi bien sans la Perle d’Asie…

### Personnages
- Phil, chef de la Ribambelle
- Grenadine, la seule fille de la bande
- Archibald, l'intellectuel écossais
- Dizzy, le joyeux musicien
- Atchi & Atcha, les jumeaux judokas
- James, fidèle majordome d'Archibald
- Tatane, chef des Caïmans
- Rodolphe et Alphonse, acolytes de Tatane
- Arsène Grofilou
- Ernest, chauffeur de Grofilou
- Le comte du Ras de Maray